# دکتر جکیل و زنان
دکتر جکیل و زنان (فرانسوی: Docteur Jekyll et les femmes‎) فیلمی ترسناک به کارگردانی والرین بروفچیک محصول مشترک فرانسه-آلمان غربی است که سال ۱۹۸۱ اکران شد. از بازیگران آن می‌توان به اودو کیر، هوارد ورنون، کلمان هراری و مارینا پیرو اشاره کرد.
فیلم اقتباس آزادی از رمان مورد غیرعادی دکتر جکیل و آقای هاید است که جایزهٔ بهترین کارگردانی را در جشنواره فیلم سیتخس نصیب بروچیک کرد.